# Presa Álvaro Obregón
Presa Álvaro Obregón är en dammbyggnad i Mexiko.   Den ligger i kommunen Cajeme och delstaten Sonora, i den nordvästra delen av landet, 1 400 km nordväst om huvudstaden Mexico City. Presa Álvaro Obregón ligger 85 meter över havet. Den dämmer upp sjön Álvaro Obregón.
Terrängen runt Presa Álvaro Obregón är varierad. Runt Presa Álvaro Obregón är det ganska tätbefolkat, med 80 invånare per kvadratkilometer. Närmaste större samhälle är Los Hornos, 12,1 km söder om Presa Álvaro Obregón. Trakten runt Presa Álvaro Obregón består till största delen av jordbruksmark.